# Klara Gymnasium i Linköping
Klara Gymnasium Linköping (tidigare InfoKompGymnasiet i Linköping) grundades år 2003, drivs av aktiebolaget Klaragymnasium AB och är en gymnasial friskola i Linköping. Skolan är belägen på S:t Larsgatan 3, mitt emot Linköpings resecentrum, ett par hundra meter från innerstan.

## Historia
Skolan grundades 2003 under namnet InfoKompGymnasiet och öppnades augusti 2005 av Hans Petersson som också var rektor för skolan. Hösten 2010 bytte skolan namn till Klara Gymnasium. Höstterminen 2015 gick 423 elever på skolan. Rektor på skolan sedan 2011 är Rose-Marie Andersson.

## Priser och utmärkelser
Skolan har fått utmärkelsen "Linköpings bästa skola" 2007[källa behövs], 2008 och 2009, efter att elever i Linköping fått sätta betyg på sin skola och hur mentorstiden används för elvernas egna behov och kvaliteten på lärare och deras kurser.
Skolans elever på samhällsvetenskapliga programmets medieinriktning producerar en skoltidning med namn Signerat Ung. Första numret utgavs 2008 och kommer sedan dess ut fyra gånger om året i 3000 exemplar tillgängliga för allmänheten i Linköping. Signerat Ung vann Lilla journalistprisets specialpris 2011 och Årets skoltidskrift 2012.

## Program
Skolan har följande gymnasieprogram:
- Ekonomiprogrammet
  - inriktning ekonomi
  - inriktning juridik

- Handels- och administrationsprogrammet
  - inriktning handel- och service

- Naturvetenskapsprogrammet
  - inriktning naturvetenskap
  - inriktning samhällsvetenskap

- Samhällsvetenskapsprogrammet
  - inriktning medier
  - information och kommunikation
  - inriktning samhällsvetenskap
  - inriktning beteende